# Discografia de Solange Knowles
Essa é a discografia da cantora de R&B contemporâneo Solange. Ela já lançou dois álbuns de estúdio: Solo Star em 2002 e seu maior sucesso até o momento, Sol-Angel and the Hadley St. Dreams em 2008, que chegou à 9ª posição da Billboard 200 dos Estados Unidos. Knowles está atualmente trabalhando em seu terceiro álbum de estúdio para lançá-lo ainda em 2013. Um novo vídeo e single, "Losing You", foram lançados no dia 2 de Outubro de 2012. Knowles trabalhou com Dev Hynes e Pharrel nesse disco. Solange está lançando seu primeiro EP chamado True que foi lançado no dia 27 de Novembro de 2012 pela Terrible Records, o qual marca a preparação para o terceiro álbum de estúdio da cantora.

## Álbuns

### Álbuns de estúdio
| Solo Star                                    | - Lançamento: 26 de Dezembro de 2002 - Gravadora: Music World Entertainment/Columbia Records (#86354) - Formatos: CD, download digital | 49 | 23 | —   | - EUA: 120,000 |              |
| Sol-Angel and the Hadley St. Dreams          | - Lançamento: 26 de Agosto de 2008 - Gravadora: Music World Enteretainment/Geffen Records (#1781756) - Formatos: CD, download digital  | 9  | 3  | 180 | - EUA: 250,000 |              |
| A Seat at the Table                          | - Lançamento: 30 de Setembro de 2016 - Gravadora: Saint Records/Columbia - Formatos: CD, download digital                              | 1  | 1  | 17  | - EUA: 500,000 | - RIAA: Ouro |
| When I Get Home                              | - Lançamento: 1 de Março de 2019 - Gravadora: Saint Records/Columbia - Formatos: CD, download digital                                  | 7  | 3  | 18  | - EUA: 43,000  |              |
| "—" Não entrou na tabela musical deste país. | |    |    |     |                |              |

### Extended Plays
| Título                                       | Detalhes                                                                                            | Posições em tabela | Posições em tabela | Posições em tabela | Posições em tabela | Posições em tabela | Posições em tabela | Vendas  | Certificações |
| Título                                       | Detalhes                                                                                            | EUA                | EUA R&B            | DEN                | FRA                | SUE                | Reino Unido        | Vendas  | Certificações |
| -------------------------------------------- | --------------------------------------------------------------------------------------------------- | ------------------ | ------------------ | ------------------ | ------------------ | ------------------ | ------------------ | ------- | ------------- |
| True                                         | - Lançamento: 27 de Novembro de 2012 - Gravadora: Terrible Records - Formatos: CD, digital download | 157                | —                  | 40                 | 164                | 57                 | —                  | 103,529 |               |
| "—" Não entrou na tabela musical deste país. | |                    |                    |                    |                    |                    |                    |         |               |

## Singles

### Como artista principal
| "Feelin' You (Part II)" (com participação de N.O.R.E.)         | 2003 | — | 73 | —  | — | —  | —  | —   |  | Solo Star                           |
| "Crush"                                                        | 2003 | — | —  | —  | — | —  | —  | —   |  | Solo Star                           |
| "I Decided" [A]                                                | 2008 | — | 44 | —  | — | 28 | 49 | 27  |  | Sol-Angel and the Hadley St. Dreams |
| "Sandcastle Disco"                                             | 2008 | — | —  | —  | — | —  | —  | 149 |  | Sol-Angel and the Hadley St. Dreams |
| "T.O.N.Y."                                                     | 2009 | — | 62 | —  | — | —  | —  | —   |  | Sol-Angel and the Hadley St. Dreams |
| "Would've Been The One"                                        | 2009 | — | —  | —  | — | —  | —  | —   |  | Sol-Angel and the Hadley St. Dreams |
| "F**k the Industry"                                            | 2010 | — | —  | —  | — | —  | —  | —   |  | I Can't Get A Clearance (Mixtape)   |
| "Wanna Go Back" (com participação de Q-Tip e Marsha Ambrosius) | 2010 | — | —  | —  | — | —  | —  | —   |  | Sol-Angel and the Hadley St. Dreams |
| "6 O'clock Blues"                                              | 2010 | — | —  | —  | — | —  | —  | —   |  | Sol-Angel and the Hadley St. Dreams |
| "The Thrill is Gone" (com participação de B.B. King)           | 2010 | — | —  | —  | — | —  | —  | —   |  | Non album single                    |
| "Losing You"                                                   | 2012 | — | —  | 91 | 9 | 38 | —  | 155 |  | True                                |
| "Looks Good With Trouble" (com participação de Kendrick Lamar) | 2013 | — | —  | —  | — | —  | —  | —   |  | True                                |
| "Lovers In The Parking Lot"                                    | 2013 | — | —  | —  | — | —  | —  | —   |  | True                                |
| "—" Não entrou na tabela musical deste país.                   |      |   |    |    |   |    |    |     |  |                                     |

Notes
- A ^ "I Decided" foi também lançado como "I Decided, Pt I" em vários países. O lançamento do single principal no Reino Unido de "I Decided" era um remix de Freemasons, intitulado "I Decided, Pt II".

### Como artista convidada
| Ano  | Música                                                                          | Billboard 200 (EUA) posição | Álbum                      |
| ---- | ------------------------------------------------------------------------------- | --------------------------- | -------------------------- |
| 2003 | "True Lovec" (com Lil' Romeo)                                                   | 116                         | Solo Star / Game Time      |
| 2010 | "Flying Overseas" (com Theophilus London e Devonté Hynes também como convidado) | -                           | Timez Are Weird These Days |
| 2013 | "Semicolon" (com The Lonely Island)                                             | -                           | The Wack Album             |
| 2013 | "Cash In"                                                                       | -                           | Saint Heron                |

## Vídeos de música
| Ano  | Vídeo de música                    | Diretor                                          |
| ---- | ---------------------------------- | ------------------------------------------------ |
| 2003 | "Feelin' You (Part II)"            | Sanaa Hamri                                      |
| 2008 | "I Decided"                        | Melina Matsoukas                                 |
| 2008 | "Sandcastle Disco"                 | Solange Knowles                                  |
| 2009 | "T.O.N.Y."                         | Solange Knowles e Va$htie                        |
| 2010 | "Momma Loves Baby"                 | Yo Gabba Gabba                                   |
| 2012 | "Losing You"                       | Melina Matsoukas                                 |
| 2013 | "Locked In Closets" (mini-version) | Alan Del Rio Ortiz                               |
| 2013 | "Lovers In The Parking Lot"        | Solange Knowles, Peter J. Brant e Emily Kai Bock |

## Outras apparições
| Ano  | Música                                                                 | Álbum                                        | Artista                    | Ref    |
| ---- | ---------------------------------------------------------------------- | -------------------------------------------- | -------------------------- | ------ |
| 2001 | "Little Drummer Boy" (Destiny's Child com Solange)                     | 8 Days of Christmas                          | Destiny's Child            | [ 27 ] |
| 2001 | "Proud Family" (Solange com Destiny's Child)                           | 8 Days of Christmas                          | Destiny's Child            | [ 28 ] |
| 2002 | "Simply Deep" (Kelly Rowland com Solange)                              | Simply Deep                                  | Kelly Rowland              |        |
| 2002 | "Hey Goldmember" (Beyoncé com Devin e Solange)                         | Austin Powers in Goldmember (OST)            | Vários artistas            |        |
| 2003 | "Don't Fight the Feeling" (com Papa Reu)                               | The Fighting Temptations (OST)               | Vários artistas            |        |
| 2004 | "Freedom"                                                              | Johnson Family Vacation (OST)                | Vários artistas            |        |
| 2006 | "Solo Star"                                                            | Bring It On: All or Nothing (OST)            | Vários artistas            |        |
| 2007 | "Twinkle Twinkle Little Star"                                          | Baby Jamz Presents: Nursery Rhymes, Volume 1 | Solange Knowles            | [ 29 ] |
| 2007 | "Wheels on the Bus"                                                    | Baby Jamz Presents: Nursery Rhymes, Volume 1 | Solange Knowles            | [ 29 ] |
| 2007 | "Hush Little Baby"                                                     | Baby Jamz Presents: Nursery Rhymes, Volume 1 | Solange Knowles            | [ 29 ] |
| 2007 | "Brahm's Lullaby"                                                      | Baby Jamz Presents: Nursery Rhymes, Volume 1 | Solange Knowles            | [ 29 ] |
| 2007 | "There Was an Old Lady Who Lived in a Shoe"                            | Baby Jamz Presents: Nursery Rhymes, Volume 1 | Solange Knowles            | [ 29 ] |
| 2007 | "Buckle My Shoe"                                                       | Baby Jamz Presents: Nursery Rhymes, Volume 1 | Solange Knowles            | [ 29 ] |
| 2007 | "Bingo"                                                                | Baby Jamz Presents: Nursery Rhymes, Volume 1 | Solange Knowles            | [ 29 ] |
| 2007 | "Mary Had a Little Lamb"                                               | Baby Jamz Presents: Nursery Rhymes, Volume 1 | Solange Knowles            | [ 29 ] |
| 2007 | "Old MacDonald Had a Farm"                                             | Baby Jamz Presents: Nursery Rhymes, Volume 1 | Solange Knowles            | [ 29 ] |
| 2007 | "Skip to My Lou"                                                       | Baby Jamz Presents: Nursery Rhymes, Volume 1 | Solange Knowles            | [ 29 ] |
| 2007 | "This Old Man"                                                         | Baby Jamz Presents: Nursery Rhymes, Volume 1 | Solange Knowles            | [ 29 ] |
| 2007 | "Three Little Kittens"                                                 | Baby Jamz Presents: Nursery Rhymes, Volume 1 | Solange Knowles            | [ 29 ] |
| 2007 | "Mary Mary Quite Contrary"                                             | Baby Jamz Presents: Nursery Rhymes, Volume 1 | Solange Knowles            | [ 29 ] |
| 2008 | "Champagnechroninightcap" (Lil' Wayne com Solange)                     | Lil' Wayne                                   |                            |        |
| 2008 | "F**k the Industry"                                                    | F**k the Industry (The Remixes)              | Solange Knowles            |        |
| 2009 | "Stillness is the Move" (Solange com participação de Dirty Projectors) |                                              |                            |        |
| 2010 | "Sex Karma" (of Montreal com Solange)                                  | False Priest                                 | of Montreal                |        |
| 2010 | "When the Night Falls" (Chromeo com Solange)                           | Chromeo                                      | Business Casual            |        |
| 2010 | "Under Construction" (Solange)                                         | Solange                                      | Unreleased (Mixtape)       |        |
| 2010 | "Left Side Drive" (Solange)                                            | Solange                                      | Unreleased (Mixtape)       |        |
| 2011 | "Kenya" (Chris Taylor com Solange Knowles)                             | Chris Taylor & Solange                       | #MUSIC FOR RAIN Foundation |        |
| 2012 | "Twice" (Robert Glasper com Solange e The Roots)                       | Black Radio Recovered: The Remix             | Robert Glasper             |        |
| 2013 | "Electric Lady" (Janelle Monae com Solange)                            | The Electric Lady                            | Janelle Monae              |        |
| 2014 | "Lost on the Way Home" (Chromeo com Solange)                           | White Women                                  | Chromeo                    |        |